# Groovin’ High
Groovin’ High ist ein früher Bebop-Titel, der im Jahr 1944 vom Jazzmusiker und Komponisten Dizzy Gillespie geschrieben und veröffentlicht wurde. Er wurde einer seiner bekanntesten Songs. Das Thema ist in der Liedform A – B – A – C gehalten. Es basiert als Bebop head auf der Akkordstruktur von Whispering, eines von John Schonberger 1920 komponierten Standards, und hat einen durchgängigen Dur-Charakter. In den Takten 1/2, 5/6 und 9/10 der A-Teile besteht es lediglich aus einem an den Kuckucksruf erinnernden Terzmotiv, in den übrigen Takten jedoch aus den Bebop-spezifischen Achtelphrasen.
In der Biografie Dizzy wird das Lied als „ansprechendes Lied im mittleren Tempo“ beschrieben, welches Gillespies Können bei der Gestaltung interessanter Strukturen mit nur sechs Instrumenten demonstriert. Der Titel des Lieds wurde auch als Titel verschiedener Alben oder Büchern genutzt, etwa für die Biografie Groovin’ High: The Life of Dizzy Gillespie.

## Wirkungsgeschichte
Groovin’ High hat Gillespie zunächst am 9. Februar 1945 mit Dexter Gordon am Tenorsaxophon, Frank Paparelli am Klavier, Chuck Wayne, Gitarre, Murray Shipinski, Bass und Shelly Manne am Schlagzeug aufgenommen. Diese Ersteinspielung enthält „eine kecke 6-taktige Einleitung und überraschenderweise eine getragene Coda“; Gordon spielt zu Gillespies Melodie eine „kontrapunktische Gegenstimme“.
Noch im gleichen Monat entstanden zwei weitere Aufnahmen des Titels, an denen der Komponist beteiligt war. Jazzhistorisch berühmt ist die Aufnahme vom 28. Februar 1945, da an ihr neben Gillespie Charlie Parker spielte, und es sich um die erste Studioaufnahme handelte, auf der die beiden zusammen spielten. Diesmal wurde Groovin’ High im Unisono der beiden Bläser vorgetragen. Diese Version wurde später auch auf dem Album Shaw ’Nuff, veröffentlicht. Das Lied ist eines von sieben Liedern auf dem Album, die, dem Jazz-Kritiker Scott Yanow zufolge, Gillespies Zeitgenossen schockierte. Im Buch Jazz: A Regional Exploration, erklärte Yanow, das zu dieser Zeit solche Lieder beispiellos waren, eine radikal andere Tonsprache zeigten im Vergleich zur zeitgenössischen Swing-Musik.
Obwohl die Fans und befreundete Musiker das Material zunächst sehr merkwürdig und schwierig fanden, wurde Groovin’ High laut dem The Sax & Brass Book schnell als Jazzstandard akzeptiert. Laut Yanow schienen Parkers und Gillespies Solos nur wenig Beziehung zur Melodie zu haben, aber sie waren verbunden. Es war ein großer Schritt vorwärts für den Jazz.
Sowohl Gillespie als auch Parker spielten das Stück noch später ein – Parker 1953 mit einem Organisten, Gillespie Ende der 1950er Jahre mit der Vokalgruppe Les Double Six. Als wichtige Coverversionen des Standards werden die von Cannonball Adderley/Milt Jackson, Lou Donaldson, Erroll Garner, Hampton Hawes, Bobby Timmons, George Wallington und Gerald Wilson genannt.